# Stefano Visconti

Wappen des Hauses der Visconti 1277–1395

Stefano Visconti (* 1288 in Mailand; † 4. Juli 1327 ebenda) aus der Familie Visconti war der dritte Sohn des Matteo I. Visconti, des Herrn über Mailand.

## Leben
Er heiratete 1318 Valentina Doria, Tochter des Bernabò Doria aus Sassello und der Eliana Fieschi, und hatte mit ihr vier Söhne:
- Matteo II. Visconti (um 1319–1355)
- Bernabò Visconti (um 1323–1385)[1]
- Galeazzo II. Visconti (nach 1323–1378)
- Giovanni Visconti,

unter die das Herrschaftsgebiet der Familie 1354 nach dem Tod des Kardinals Giovanni Visconti aufgeteilt wurde.
Stefano starb in der Nacht am 4. Juli 1327 nach einem Bankett, das er Ludwig dem Bayern gegeben hatte, kurz nach dessen Krönung zum König von Italien.
Die Zeitgenossen brachten seinen Tod mit einer versuchten Vergiftung des Königs in Verbindung, die zur Inhaftierung von drei der vier Brüder Stefanos, Galeazzo, Giovanni und Luchino, sowie seines Neffen und späteren Herrn von Mailand, Azzo Visconti, in der Festung von Monza führte: Das Ereignis markierte einen Tiefpunkt der Beziehungen zwischen dem Heiligen Römischen Reich und den Visconti.
In der Basilika Sant’Eustorgio in Mailand steht das prächtige Grabmal, das 1359 für ihn und seine Frau Valentina Visconti Doria von Bonino da Campione geschnitzt wurde.